# Évisa
Évisa är en kommun i departementet Corse-du-Sud på ön Korsika i Frankrike. Kommunen ligger  i kantonen Les Deux-Sevi som tillhör arrondissementet Ajaccio. År 2022 hade Évisa 225 invånare.

## Befolkningsutveckling
Antalet invånare i kommunen Évisa
Referens:INSEE